# Hypsibunus
Genre
Synonymes
- Kempina Roewer, 1911

Hypsibunus est un genre d'opilions eupnois de la famille des Sclerosomatidae.

## Distribution
Les espèces de ce genre se rencontrent en Asie du Sud-Est et en Asie du Sud.

## Liste des espèces
Selon World Catalogue of Opiliones (11/05/2021) :
- Hypsibunus auronitens Roewer, 1955
- Hypsibunus aurotransversalis Roewer, 1955
- Hypsibunus bicorniger (Roewer, 1911)
- Hypsibunus coronatus Roewer, 1955
- Hypsibunus cupreus Roewer, 1955
- Hypsibunus diadematus Thorell, 1891
- Hypsibunus fuscus (With, 1903)
- Hypsibunus gibber Suzuki, 1966
- Hypsibunus scaber Roewer, 1910
- Hypsibunus sumatranus Roewer, 1955
- Hypsibunus yodai Suzuki, 1966

## Publication originale
- Thorell, 1891 : « Opilioni nuovi o poco conosciuti dell´Arcipelago Malese. » Annali del Museo Civico di Storia Naturale di Genova, sér. 2, vol. 10, p. 669–770 (texte intégral).